# Vrata naroda
Vrata naroda je prolaz između planine Urala i Kaspijskog jezera. Tuda su Huni godine 375. pod vodstvom Balamira prodrli u Europu, što je potaknulo seobu barbarskih plemena prema granicama Rimskog Carstva, a to je bio i početak Velike seobe naroda.